# アムリア県

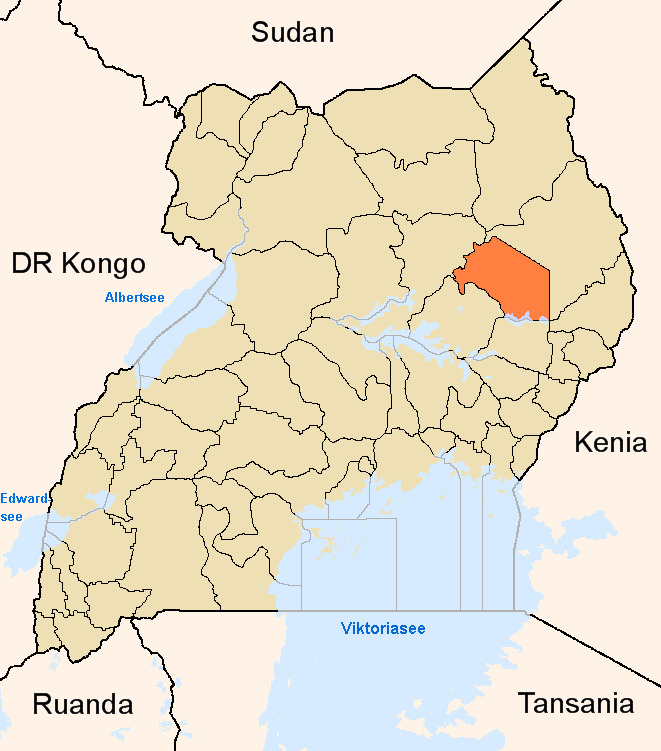
2001年から2005年のカタクイ県と県境、西部がアムリア県

アムリア県 (アムリアけん、テソ語: Amuria distrikt, 英語: Amuria District) はウガンダ北東部、テソ地方北部の県。2005年7月1日にカタクイ県から北西のカペレビョング郡と南西のアムリア郡が分割され設置された。住民の多くは農民でキャッサバ、サツマイモ、ラッカセイ、モロコシ、ゴマなどが主に栽培され、家畜のウシも保有している。カペレビョング郡に3、アムリア郡にアムリアTCを含め7の計10副郡と50の教区が置かれている。2002年の国勢調査人口は 180,022 人、2006年度の概算人口は 244,500 人。知事に相当する第5地域議会 (LC5) 議長はジュリアス・オチェン。

## 隣接する県
南にソロティ県、南西にカベラマイド県、北東にカラモジャ地方のモロト県、北西にランゴ地方のリラ県と接する。

## 脚註
1. 1 2  AMURIA DISTRICT LOCAL GOVERNMENT OVC MAPPING REPORT, 2007.